# Словачка евангеличка црква у Ковачици
Словачка евангеличка црква у Ковачици, подигнута је у периоду од 1824. до 1828. године и представља непокретно културно добро као споменик културе.
Црква је дело архитеката Судаyа и Kунза из Темишвара. У време градње Словаци из Ковачице су се припајали словачкој евангеличкој или католичкој цркви и заједничком градњом храма начињен је и компромис приликом осликавања унутрашњости цркве. Осликавање је трајало од 1838. до 1839. године када је и за потребе цркве урађена олтарска слика познатог сликара Kонстантина Данила и једна је од највећих уопште насликаних слика у техници уље на платну овог сликара. Ова слика је једино дело Kонстантина Данила које је наручено за неправославне храмове и на њој је представљен Исус у Гетсеманском врту са анђелом и као изузетно уметничко дело под заштитом је државе. Године 1914. довршена је градња храма, завршетком торња на цркви и исте године су за потребе богослужења инсталиране велике црквене оргуље. 
У словачком евангеличком храму у Kовачици осим богослужења одржавају се бројни концерти озбиљне музике, храм служи и као концертна дворана са изузетним акустичним својствима нарочито за хорско певање.